# Cheek to Cheek (álbum)
Cheek to Cheek es el primer álbum de estudio de dúo de los cantantes y compositores estadounidenses Tony Bennett y Lady Gaga, quincuagésimo séptimo álbum para Bennett y cuarto álbum para Gaga. Fue lanzado el 23 de septiembre de 2014 en la mayoría de los países por las compañías disqueras Interscope y Columbia Records. Para su promoción, ambos artistas iniciaron en diciembre de 2014, en Las Vegas, su gira conjunta Cheek to Cheek Tour.
En la quincuagésima séptima entrega de los premios Grammy, llevada a cabo el 8 de febrero de 2015, Cheek to Cheek se alzó con el galardón de mejor álbum de pop vocal tradicional, dando a Bennett su décimo octavo premio y a Gaga su sexto. Hasta el 25 de febrero de 2018, había vendido 760 mil copias en los Estados Unidos.

## Antecedentes y desarrollo
| «Cheek to Cheek salió de una amistad muy orgánica y la relación que Tony y yo hemos construido en los últimos años y que realmente fue un esfuerzo de colaboración. Es muy importante para Tony ya que se trataba de un disco de jazz. He estado cantando jazz desde que era una niña y realmente quería mostrar el lado auténtico del género. Hemos hecho un álbum de clásicos del jazz, pero tiene un toque moderno ». ——Lady Gaga hablando acerca de la colaboración con Tony Bennett en Cheek to Cheek. |

En septiembre de 2012, Tony Bennett declaró en una entrevista para Rolling Stone que Lady Gaga quería hacer un álbum de jazz con él. Dijo que «de todas las cosas que hemos hecho juntos, me llamó desde Nueva Zelanda y dijo: “Quiero hacer un álbum de jazz contigo”». Bennett dice que el compositor no es tan conocido como George Gershwin o Cole Porter, pero ha tenido varios éxitos a su nombre.
El 8 de enero de 2013, Marion Evans, el compositor nominado al Grammy que organizó para que Bennett y Gaga hicieran «The Lady Is a Tramp» para el disco de duetos de Tony Bennett, Duets II, anunció en una entrevista que tendría una parte bastante importante en la realización del álbum. «No sé en este momento exactamente cuántas canciones habrá en el disco, pero estoy seguro de que tendremos unas cuatro o cinco orquestas o bandas de diferentes tamaños. Va a convertirse en un pánico gigante, no puedo asegurar nada. Así es como es este negocio», fue citado en el artículo.
Más tarde ese mes, Lady Gaga, después de su actuación con Bennett en el baile inaugural del President Obama's second inauguration, anunció formalmente el álbum a través de su cuenta en Twitter. «Y aquí estoy yo y mi pareja, ¡simplemente no puedo esperar para nuestro álbum juntos, él es mi querido!» escribió ella como título para una foto tuiteada de ambos.
Bennett dijo que Gaga había escrito una canción original para el álbum titulado "Paradise". También hubo canciones en solitario de cada artista, junto con los duetos, aunque Gaga aclaró más tarde que el álbum era exclusivamente de standards (canciones clásicas). Las canciones fueron cosechadas a mano por Bennett y Gaga; seleccionaron pistas desde el Great American Songbook incluyendo «Anything Goes», una canción Porter, "It Don't Mean a Thing (If It Ain't Got That Swing)", "Sophisticated Lady", "Lush Life", y la canción principal, "Cheek to Cheek".
¡Yo no entiendo por qué Gaga tuvo que hacer música contemporánea! Cuando canta grandes estándares, lo hace con tanta emoción ... Será sorprender a la gente por la calidad de su voz al hacer canciones de calidad. Cantamos a dúo nuevamente en el álbum, pero también por separado. ¡Con este disco, creo que se convertirá en más grande que Elvis Presley! Por supuesto que grabamos el álbum en Nueva York. Como dice el refrán: "Si se puede hacer en Nueva York, qué va a hacer en cualquier lugar.

## Composición y grabación

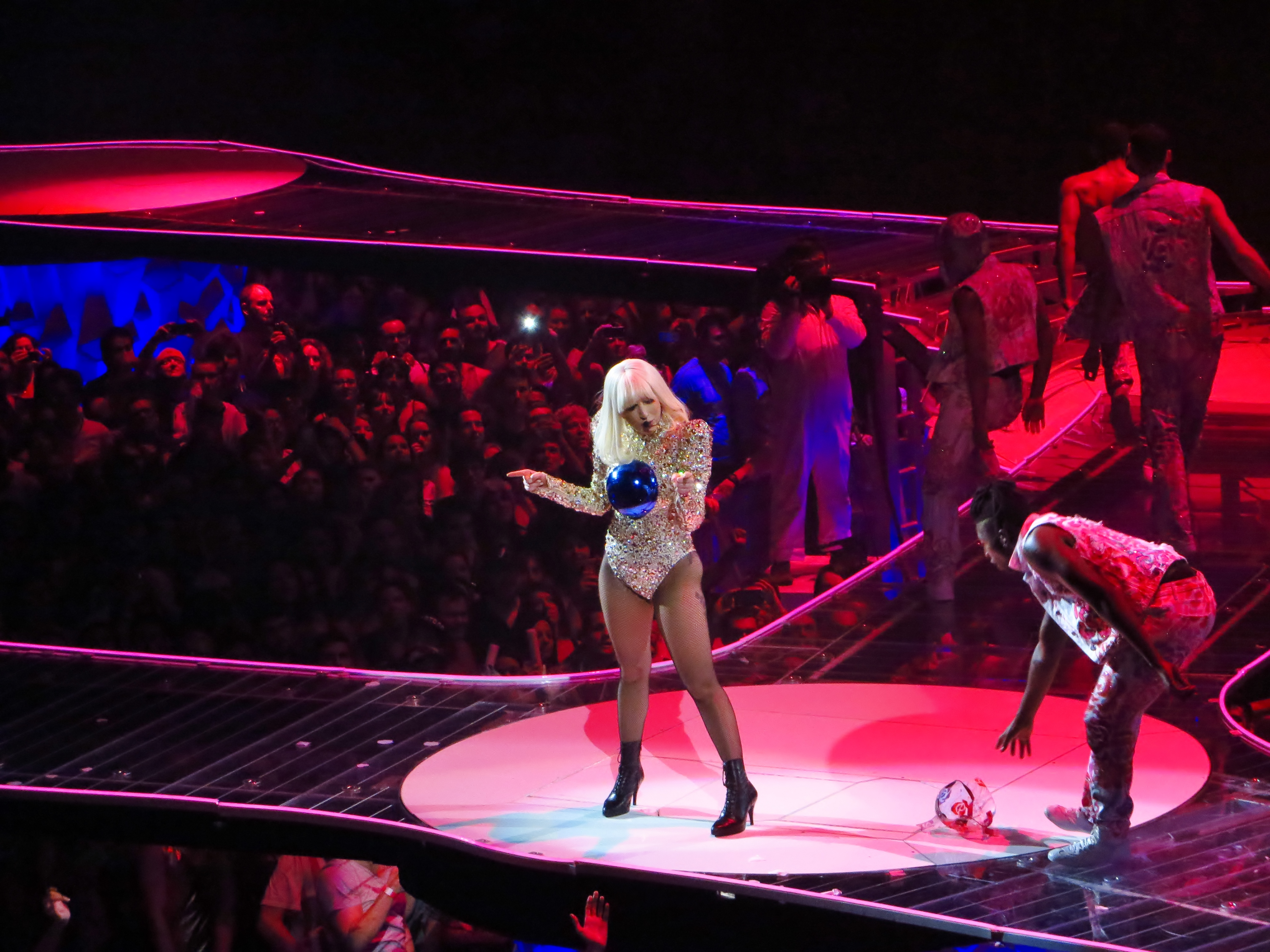
Cheek to Cheek fue grabado mientras Gaga viajaba por el mundo durante su gira Artrave: The Artpop Ball Tour.

Aunque el proyecto estaba en desarrollo y los debates tenían lugar ya en septiembre de 2012, la grabación no se inició hasta la primavera de 2013, se retrasó por una cirugía de cadera de Lady Gaga y la cancelación de su gira The Born This Way Ball. La grabación se llevó a colocar más de un año en la ciudad de Nueva York, y contó con músicos de jazz asociados con ambos artistas. El gran cuarteto de Bennett estaba presente, incluyendo a Mike Renzi, Gray Sargent, Harold Jones y Marshall de madera, así como el pianista Tom Lanier. Junto con Marion Evans, el trompetista de jazz Brian Newman, un viejo amigo y colega de Gaga, tocó en el álbum con su quinteto neoyorquino de jazz. El saxofonista tenor Joe Lovano y el flautista Paul Horn también se alistaron como músicos. Según Gaga, Bennett quería cantar diferentes canciones y quedó impresionado por su voz durante "Lush Life", en referencia a la Billy Strayhorn escrito estándar que ha sido grabada por todos, desde Nancy Wilson, Sarah Vaughan a Donna Summer y Linda Ronstadt. Gaga explicó que ella estaba nerviosa acerca de la grabación con Bennett. "Solo quería saber que tengo una voz de jazz auténtico y que estudié eso ... Si él puede oír eso, estoy bien. Si él no puede escucharlo, no soy una voz de jazz auténtico" , añadió. Las canciones fueron grabadas en vivo con la banda, y durante el proceso de grabación Gaga pidieron alfombras para ser colocadas en el piso del estudio, por lo que se veía como un set de filmación y que podría ser fotografiado.
En Cheek to Cheek, Gaga canta como solista en "Lush Life", "Bang Bang (My Baby Shot Me Down)" y "Every Time say Good Bye", mientras que Bennett solo incluye "Don't Wait Too Long" y "Sophisticated Lady". Según Gaga, "Lush Life" y "Sophisticated Lady" complementa entre sí; para Bennett, el complemento vino del hecho de que Duke Ellington escribió "Sophisticated Lady" y más tarde colaboró con Strayhorn para "Lush Life". Gaga cantó "Lush Life" en el coro de su escuela, pero fue solamente más tarde comprendió los interpretación lírica de la canción, sobre el fracaso y el dolor. Durante la grabación de Cheek to Cheek, Gaga estaba emocionalmente molesta por sus conflictos personales y profesionales con ARTPOP. Bennett tuvo que apoyarla y guiarla a través del proceso. La primera canción, "Anything Goes", fue grabado por Bennett por su colaboración con el 1959 Count Basie y su Orquesta,   Strike Up the Band , y Gaga llegó a saber de él cuando tenía 13 años de edad. Gaga piensa que "todo vale" era una pista divertida con un "verdadero atractivo, potente vive a ella, y es simplemente porque nos estamos divirtiendo cantarla".

## Recepción

### Comentarios de la crítica
En términos generales, Cheek to Cheek contó con reseñas diversas por parte de los críticos musicales, aunque la mayoría de estas fueron favorables, destacando la química entre los artistas y sus interpretaciones vocales. De acuerdo con Metacritic, acumuló un total de 64 puntos de 100 sobre la base de once reseñas profesionales que recibió. Gil Kaufman de MTV News señaló que «ellos perfectamente fusionan sus estilos únicos y muestran una encantadora simpatía en el estudio que se traduce totalmente a los estándares vocales de la colección de jazz y pop». Caroline Sullivan de The Guardian le otorgó cuatro estrellas de cinco y mencionó que en Cheek to Cheek, Gaga «revela el calor considerable y la profundidad de su voz, [los dos] juegan absolutamente recto, no hay reinicios radicales, sólo dos cantantes consumados que se divierten». Will Hodgkinson del periódico británico The Times le dio cuatro estrellas de cinco y agregó que «Gaga pudo haber sido un habitué de bares de piano en Upper Manhattan y restaurantes, como Stefani Germanotta, cantante con [cierta] clase de estándares» En una crítica mixta, Stephen Thomas Erlewine de Allmusic reconoció al álbum con tres estrellas de cinco e inició con que el disco tiene un muy evidente fondo que se basa en el teatro musical y el cabaré, que también caracterizan a Gaga, y continuó:

«Ella tiene el poder para cantar, pero a veces parece insegura de sus habilidades, también es ocasionalmente traicionada por su gusto por el campo [del jazz], está recreando el esplendor de 1976. Comparativamente, Bennett se toma las cosas tal vez un poco demasiado informal, basándose en el encanto, como habilidad. Esto no es del todo malo. Su facilidad ofrece una tónica bienvenida a la ansiosa teatralidad de Gaga y hay algunas chispas que surgen de este contraste».

El crítico Marc Myers de The Wall Street Journal afirmó que «la mayor sorpresa en el álbum es el solo de Gaga "Lush Life", una canción difícil que ha preocupado incluso los cantantes de jazz pop más experimentados, incluyendo Frank Sinatra. Su registro inferior es cálido y su fraseo es sincero». Howard Reich de Chicago Tribune opinó que Cheek to Cheek «es bueno realmente, de principio a fin, ambos cantantes se deleitan con el ritmo de swing. Logran energía considerable. Pero es cuando las cosas se ralentizan que se puede escuchar lo que estos artistas son capaces de como intérpretes, solos y en conjunto».

### Rendimiento comercial

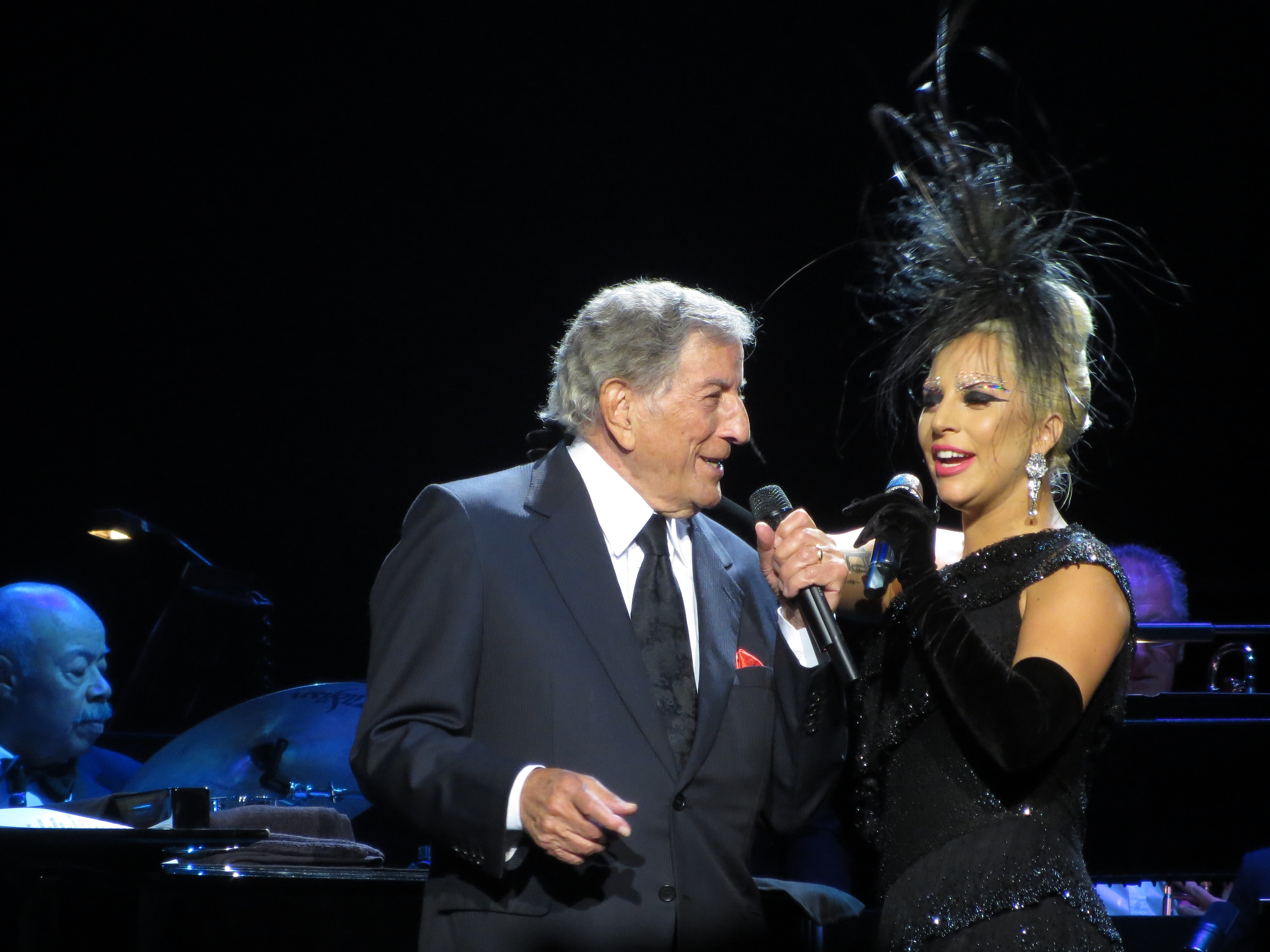
Lady Gaga y Tony Bennett durante su gira conjunta Cheek to Cheek Tour.

Cheek to Cheek debutó en número uno en la lista Billboard 200 con 131 000 copias vendidas en los Estados Unidos en su primera semana a la venta, dándole a Gaga su tercer número uno en la lista y el segundo para Bennett. También debutó en el primer puesto de las listas Traditional Jazz Albums, donde se mantuvo durante 18 semanas, y Jazz Albums, en la cual se mantuvo en la cima por 17 semanas. Benett rompió su propio récord, previamente logrado en 2011 con Duets II, como la persona de mayor edad en conseguir un álbum número uno en los Estados Unidos. El debut en número uno también convirtió a Gaga en la primera artista femenina con tres álbumes número uno en la década del 2010. Para abril de 2015, el álbum ha vendido 583 000 copias en los Estados Unidos, por lo que fue certificado como disco de oro por la RIAA. En Canadá, Cheek to Cheek debutó en número tres en el Canadian Albums Chart, tras haber logrado vender 10 000 copias. Posteriormente fue certificado como disco de platino por Music Canada, por superar las 80 000 copias vendidas en el país.
En el Reino Unido, el álbum debutó en número diez en la lista UK Albums Chart con más de 10 500 copias vendidas durante la primera semana. En su segunda semana, bajó a la posición 24 con 4 081 copias vendidas. Debido a presentaciones de Gaga en el país, el álbum subió a la posición número 12 en su quinta semana, vendiendo 6 257 copias. Posteriormente fue certificado como disco de platino en dicho país tras superar las 60 000 copias vendidas. Cheek to Cheek es el cuarto álbum top 10 de Gaga en Francia, donde debutó en número 9 y ha vendido 25 000 copias en el país de acuerdo con el  Syndicat National de l'Édition Phonographique (SNEP). En la lista de álbumes de Grecia, debutó en número cuatro, posteriormente subiendo al número dos en su tercera semana. En Rusia, el álbum debutó en la cima de la lista de álbumes rusa, con 38 018 copias vendidas, de acuerdo con Billboard Rusia. Esto significó el sexto álbum número uno en el país de Gaga, haciéndola la artista extranjera con más álbumes número uno.
En Australia, Cheek to Cheek debutó en el puesto número 7 en el ARIA Albums Chart. En su segunda semana bajó al número 10, pero volvió al número 7 en la siguiente semana. Posteriormente, fue certificado oro por la Australian Recording Industry Association por ventas de 35 000 copias en el territorio. En Nueva Zelanda, debutó en número 13 en la lista de álbumes del país, alcanzando el número tres en su cuarta semana. En Japón, debutó en número 7 en la lista Oricon Albums Charts con más de 11 400 copias vendidas.

## Lista de canciones
- Edición estándar

| Cheek to Cheek |                                                      |                                                  |                          |          |  |
| N.º            | Título                                               | Escritor(es)                                     | Cantante(s)              | Duración |  |
| 1.             | «Anything Goes»                                      | Cole Porter                                      | Tony Bennett y Lady Gaga | 2:03     |  |
| 2.             | «Cheek to Cheek»                                     | Irving Berlin                                    | Tony Bennett y Lady Gaga | 2:50     |  |
| 3.             | «Nature Boy»                                         | Eden Ahbez                                       | Tony Bennett y Lady Gaga | 4:08     |  |
| 4.             | «I Can't Give You Anything But Love»                 | Jimmy McHugh, Dorothy Fields                     | Tony Bennett y Lady Gaga | 3:13     |  |
| 5.             | «I Won't Dance»                                      | Jerome Kern, Oscar Hammerstein II y Otto Harbach | Tony Bennett y Lady Gaga | 3:56     |  |
| 6.             | «Firefly»                                            | Cy Coleman y Carolyn Leigh                       | Tony Bennett y Lady Gaga | 1:57     |  |
| 7.             | «Lush Life»                                          | Billy Strayhorn                                  | Lady Gaga                | 4:14     |  |
| 8.             | «Sophisticated Lady»                                 | Duke Ellington, Irving Mills y Mitchell Parish   | Tony Bennett             | 3:49     |  |
| 9.             | «Let's Face the Music and Dance»                     | Irving Berlin                                    | Tony Bennett y Lady Gaga | 2:06     |  |
| 10.            | «But Beautiful»                                      | Jimmy Van Heusen y Johnny Burke                  | Tony Bennett y Lady Gaga | 4:04     |  |
| 11.            | «It Don't Mean a Thing (If It Ain't Got That Swing)» | Duke Ellington y Irving Mills                    | Tony Bennett y Lady Gaga | 2:23     |  |

| Pista adicional de iTunes |                                                                           |              |             |          |  |
| N.º                       | Título                                                                    | Escritor(es) | Cantante(s) | Duración |  |
| 12.                       | «Bang Bang (My Baby Shot Me Down)» (En vivo desde Jazz at Lincoln Center) | Sonny Bono   | Lady Gaga   | 3:43     |  |

- Edición especial

| Cheek to Cheek |                                                      |                                                  |                          |          |  |
| N.º            | Título                                               | Escritor(es)                                     | Cantante(s)              | Duración |  |
| 1.             | «Anything Goes»                                      | Cole Porter                                      | Tony Bennett y Lady Gaga | 2:03     |  |
| 2.             | «Cheek to Cheek»                                     | Irving Berlin                                    | Tony Bennett y Lady Gaga | 2:50     |  |
| 3.             | «Don't Wait Too Long»                                | Madeleine Peyroux, Jesse Harris y Larry Klein    | Tony Bennett             | 2:36     |  |
| 4.             | «I Can't Give You Anything But Love»                 | Jimmy McHugh y Dorothy Fields                    | Tony Bennett y Lady Gaga | 3:13     |  |
| 5.             | «Nature Boy»                                         | Eden Ahbez                                       | Tony Bennett y Lady Gaga | 4:08     |  |
| 6.             | «Goody Goody»                                        | Matty Malneck y Johnny Mercer                    | Tony Bennett y Lady Gaga | 2:11     |  |
| 7.             | «Ev'ry Time We Say Goodbye»                          | Cole Porter                                      | Lady Gaga                | 3:10     |  |
| 8.             | «Firefly»                                            | Cy Coleman y Carolyn Leigh                       | Tony Bennett y Lady Gaga | 1:57     |  |
| 9.             | «I Won't Dance»                                      | Jerome Kern, Oscar Hammerstein II y Otto Harbach | Tony Bennett y Lady Gaga | 3:56     |  |
| 10.            | «They All Laughed»                                   | George Gershwin y Ira Gershwin                   | Tony Bennett y Lady Gaga | 1:48     |  |
| 11.            | «Lush Life»                                          | Billy Strayhorn                                  | Lady Gaga                | 4:14     |  |
| 12.            | «Sophisticated Lady»                                 | Duke Ellington, Irving Mills y Mitchell Parish   | Tony Bennett             | 3:49     |  |
| 13.            | «Let's Face the Music and Dance»                     | Irving Berlin                                    | Tony Bennett y Lady Gaga | 2:06     |  |
| 14.            | «But Beautiful»                                      | Jimmy Van Heusen y Johnny Burke                  | Tony Bennett y Lady Gaga | 4:04     |  |
| 15.            | «It Don't Mean a Thing (If It Ain't Got That Swing)» | Duke Ellington y Irving Mills                    | Tony Bennett y Lady Gaga | 2:23     |  |

| Pista adicional de iTunes |                                                                           |              |             |          |  |
| N.º                       | Título                                                                    | Escritor(es) | Cantante(s) | Duración |  |
| 16.                       | «Bang Bang (My Baby Shot Me Down)» (En vivo desde Jazz at Lincoln Center) | Sonny Bono   | Lady Gaga   | 3:43     |  |

| Pistas adicionales en la edición especial física |                                        |                               |                            |          |  |
| N.º                                              | Título                                 | Escritor(es)                  | Cantante(s)                | Duración |  |
| 16.                                              | «On a Clear Day You Can See Forever»   | Burton Lane y Alan Jay Lerner | Tony Bennett               | 2:34     |  |
| 17.                                              | «Bewitched, Bothered and Bewildered»   | Richard Rodgers y Lorenz Hart | Lady Gaga                  | 3:07     |  |
| 18.                                              | «The Lady Is A Tramp» (de Duets, 2011) | Richard Rodgers y Lorenz Hart | Tony Bennett con Lady Gaga | 3:18     |  |

| Pistas adicionales de la edición especial para HSN |                                        |                               |                            |          |  |
| N.º                                                | Título                                 | Escritor(es)                  | Cantante(s)                | Duración |  |
| 16.                                                | «The Lady's in Love with You»          | Burton Lane y Frank Loesser   | Tony Bennett               | 1:42     |  |
| 17.                                                | «The Lady Is A Tramp» (de Duets, 2011) | Richard Rodgers y Lorenz Hart | Tony Bennett con Lady Gaga | 3:18     |  |

| Pistas adicionales de la edición especial para Target |                                      |                               |              |          |  |
| N.º                                                   | Título                               | Escritor(es)                  | Cantante(s)  | Duración |  |
| 16.                                                   | «On a Clear Day You Can See Forever» | Burton Lane y Alan Jay Lerner | Tony Bennett | 2:34     |  |
| 17.                                                   | «Bewitched, Bothered and Bewildered» | Richard Rodgers y Lorenz Hart | Lady Gaga    | 3:07     |  |

## Posicionamiento en listas

### Semanales
| Alemania          | German Albums Chart          | 12 |
| Australia         | Australian Albums Chart      | 7  |
| Australia         | Jazz Albums Chart            | 1  |
| Austria           | Austrian Albums Chart        | 6  |
| Bélgica (Flandes) | Ultratop 200 Albums          | 4  |
| Bélgica (Valonia) | Ultratop 200 Albums          | 4  |
| Canadá            | Canadian Albums              | 3  |
| Corea del Sur     | Korea's Gaon Album Chart     | 7  |
| Croacia           | Croatian Top 40 Albums Chart | 1  |
| Escocia           | Scottish Albums Chart        | 11 |
| España            | Spanish Albums Chart         | 5  |
| Estados Unidos    | Billboard 200                | 1  |
| Estados Unidos    | Digital Albums               | 1  |
| Estados Unidos    | Jazz Album Charts            | 1  |
| Finlandia         | Finnish Albums Chart         | 27 |
| Francia           | French Albums Chart          | 9  |
| Grecia            | IFPI Albums Sales Chart      | 1  |
| Irlanda           | Irish Albums Chart           | 12 |
| Italia            | Italian Albums Chart         | 6  |
| Japón             | Japan Albums                 | 7  |
| Nueva Zelanda     | New Zealand Albums Chart     | 1  |
| Países Bajos      | Dutch Albums Top 100         | 13 |
| Reino Unido       | UK Albums Chart              | 10 |
| República Checa   | Czech Albums Chart           | 4  |
| Rusia             | Russia Top 25 Albums         | 1  |
| Suiza             | Swiss Albums Chart           | 7  |
| Taiwán            | Taiwanese Albums Chart       | 1  |

### Certificaciones
| Territorio     | Organismo certificador | Certificación | Ventas certificadas | Ref.   |
| -------------- | ---------------------- | ------------- | ------------------- | ------ |
| Australia      | ARIA                   | Oro           | 35 000              | [ 71 ] |
| Brasil         | ABPD                   | Platino       | 40 000              | [ 72 ] |
| Canadá         | CRIA                   | Platino       | 80 000              | [ 73 ] |
| Estados Unidos | RIAA                   | Oro           | 500 000             | [ 74 ] |
| Francia        | SNEP                   | Oro           | 50 000              | [ 75 ] |
| Reino Unido    | BPI                    | Plata         | 60 000              | [ 34 ] |